# Петля манхэттенского моста
«Петля манхэттенского моста» (англ. Manhattan Bridge Loop) — картина американского художника-реалиста Эдварда Хоппера, написанная в 1928 году. Хранится в галерее американского искусства Эддисон Академии Филлипса в Андовере, штат Массачусетс которая получила картину в подарок от коллекционера Стивена Кларка в 1932 году. 
Хоппер отправил эту работу, в числе прочих, в галерею Эддисона, где проводилась специальная выставка, посвященная живописи. Искусствовед Авис Берман назвала эту картину знаковым примером того, как картины Хоппера повлияли на то, как люди видят Нью-Йорк.  Критик Джеки Вуллшлагер назвала полотно «мрачным шедевром», «промышленным городским пейзажем с одиноким прохожим, отбрасывающим длинную тень на пустой тротуар» 